# Campeonato Peruano de Fútbol Femenino de 2017
El Campeonato Peruano de Fútbol Femenino de 2017 fue un campeonato de fútbol femenino que se realizó del 12 al 16 de diciembre de 2017 en el Complejo Deportivo de la Videnita de Chincha. El campeón nacional clasificó a la Copa Libertadores Femenina 2018. El campeón fue JC Sport Girls y subcampeón CD Educación FC de Apurímac.
El torneo está conformado por 8 equipos campeones regionales del país.

## Sistema de competición
El campeonato está constituido de ocho torneos regionales y una etapa nacional que será jugada entre los ganadores de las etapas regionales divididos en 2 grupos de 4 equipos; y una final entre los ganadores de estos grupos.

## Equipos participantes
En la etapa nacional del torneo participan 8 equipos campeones de las etapas regionales.

### Datos de los clubes
| Región      | Ciudad       | Equipo                     |
| ----------- | ------------ | -------------------------- |
| Región I    | Cajamarca    | San Juan de Chota          |
| Región II   | La Libertad  | Juventud Talentos          |
| Región III  | Loreto       | Juan Velazco Alvarado      |
| Región IV   | Lima         | JC Sport Girls             |
| Región V    | Junín        | Ramiro Villaverde Lazo     |
| Región VI   | Huancavelica | Full Díaz                  |
| Región VII  | Arequipa     | Sporting Unión Arequipa    |
| Región VIII | Apurímac     | Deportivo Educación Física |

## Resultados

### Grupo A
| Pos. | Equipo                     | PJ | PG | PE | PP | GF | GC | DG | Pts. | Clasificado a        |
| ---- | -------------------------- | -- | -- | -- | -- | -- | -- | -- | ---- | -------------------- |
| 1    | Deportivo Educación Física | 3  | 2  | 1  | 0  | 12 | 8  | 4  | 7    | Final del Campeonato |
| 2    | Ramiro Villaverde Lazo     | 3  | 2  | 1  | 0  | 11 | 5  | 6  | 7    |                      |
| 3    | Juventud Talentos          | 3  | 0  | 1  | 2  | 5  | 9  | −4 | 1    |                      |
| 4    | Juan Velazco Alvarado      | 3  | 0  | 1  | 2  | 6  | 12 | −6 | 1    |                      |

#### Fecha 1
| 12 de diciembre de 2017 | Juan Velazco Alvarado | 1:1 | Juventud Talentos | La Videnita, Chincha |  |

| 12 de diciembre de 2017 | Ramiro Villaverde | 2:2 | Deportivo Educación Física | La Videnita, Chincha |  |

#### Fecha 2
| 13 de diciembre de 2017 | Juan Velazco Alvarado | 1:5 | Ramiro Villaverde | La Videnita, Chincha |  |

| 13 de diciembre de 2017 | Juventud Talentos | 2:4 | Deportivo Educación Física | La Videnita, Chincha |  |

#### Fecha 3
| 14 de diciembre de 2017 | Juan Velazco Alvarado | 4:6 | Deportivo Educación Física | La Videnita, Chincha |  |

| 14 de diciembre de 2017 | Juventud Talentos | 2:4 | Ramiro Villaverde | La Videnita, Chincha |  |

### Grupo B
| Pos. | Equipo                  | PJ | PG | PE | PP | GF | GC | DG | Pts. | Clasificado a        |
| ---- | ----------------------- | -- | -- | -- | -- | -- | -- | -- | ---- | -------------------- |
| 1    | JC Sport Girls          | 3  | 2  | 1  | 0  | 13 | 2  | 11 | 7    | Final del Campeonato |
| 2    | Full Díaz               | 3  | 2  | 0  | 1  | 7  | 8  | −1 | 6    |                      |
| 3    | Sporting Unión Arequipa | 3  | 1  | 0  | 2  | 4  | 8  | −4 | 3    |                      |
| 4    | San Juan de Chota       | 3  | 0  | 1  | 2  | 3  | 9  | −6 | 1    |                      |

#### Fecha 1
| 12 de diciembre de 2017 | JC Sport Girls | 1:1 | San Juan de Chota | La Videnita, Chincha |  |

| 12 de diciembre de 2017 | Full Díaz | 2:0 | Sporting Unión Arequipa | La Videnita, Chincha |  |

#### Fecha 2
| 13 de diciembre de 2017 | JC Sport Girls | 7:0 | Full Díaz | La Videnita, Chincha |  |

| 13 de diciembre de 2017 | San Juan de Chota | 1:3 | Sporting Unión Arequipa | La Videnita, Chincha |  |

#### Fecha 3
| 14 de diciembre de 2017 | JC Sport Girls | 5:1 | Sporting Unión Arequipa | La Videnita, Chincha |  |

| 14 de diciembre de 2017 | San Juan de Chota | 1:5 | Full Díaz | La Videnita, Chincha |  |

### Final
| 16 de diciembre de 2017 | JC Sport Girls                                                      | 7:1 (3:0) | Deportivo Educación Física | Complejo Deportivo de la Videnita de Chincha, Chincha |  |
|                         | Sandra Arévalo 1' 71' · 7' · 42' · Xioczana Canales 69' · 73' · 75' | Reporte   | Pérez 59'                  |                                                       |  |